# SpongeBob: Misiune de salvare
SpongeBob: Misiune de salvare (titlu original: The SpongeBob Movie: Sponge on the Run)  este un film american de comedie animat în 3D cu acțiune live bazat pe serialul de televiziune animat SpongeBob Pantaloni Pătrați. Regizat de fostul scriitor de serie Tim Hill, care a scris scenariul împreună cu Michael Kvamme, Jonathan Aibel și Glenn Berger, acesta este primul film SpongeBob SquarePants care este complet animat în CG stilizat în loc de animația tradițională 2D obișnuită. Distribuția de voce obișnuită este păstrată și în acest film.
Filmul a fost produs de Paramount Animation, Nickelodeon Movies și United Plankton Pictures, cu animație oferită de Mikros Image și va fi lansat pe 22 mai 2020 de Paramount Pictures în RealD 3D. În România filmul este disponibil din 11 iunie 2020 în 3D și 2D, atât în varianta subtitrare cât și în cea originală pe Netflix.